# 155142 Tenagra
155142 Tenagra este o planetă minoră (asteroid) din centura de asteroizi. A fost descoperită pe 26 octombrie 2005 la Tenagra II Observatory⁠(d) de Jean-Claude Merlin⁠(d). 
Obiectul prezintă o orbită caracterizată de o semiaxă mare de 2,7617492569466 UAi, o excentricitate de 0,08, o înclinație de 0,1 ° în raport cu ecliptica.